# Браво, Педро
Пе́дро Анто́нио Бра́во Ланда́сури (исп. Pedro Antonio Bravo Landazuri; род. 26 ноября 2004, Кали) — колумбийский футболист, полузащитник клуба «Мидтьюлланн».

## Клубная карьера
Браво — воспитанник клуба «Америка Кали». 17 декабря 2021 года в матче против «Мильонариос» он дебютировал в Кубке Мустанга. В 2022 году игрок на правах аренды перешёл в «Орсомарсо», но так и не дебютировал за команду. Летом 2023 года Браво был арендован португальской «Марфой». 13 августа в матче против дублёров «Бенфики» он дебютировал в Сегунда лиге.
Летом 2024 году Браво перешёл в датский «Мидтьюлланн».